# Brookdale (Caroline du Sud)
Pour les articles homonymes, voir Brookdale.
Brookdale est une census-designated place située dans le comté d'Orangeburg, dans l’État de Caroline du Sud, aux États-Unis. Lors du recensement de 2020, elle comptait 3 845 habitants.